# Jean Baptiste Saint-Lager
Jean Baptiste Saint-Lager, född 4 december 1825 i Lyon, död 29 december 1912 på samma ort, var en fransk botaniker och läkare. Auktorsnamnet St.-Lag. kan användas för Jean Baptiste Saint-Lager i samband med ett vetenskapligt namn inom botaniken; se Wikipediaartiklar som länkar till auktorsnamnet.

## Biografi
Saint-Lager tog examen i Lyon 1847 och blev medicine doktor vid Paris universitet 1850. Därefter praktiserade han i Lyon i tolv år. Från 1862 ägnade han sig åt vetenskapliga studier, och gjorde resor för att samla in växter både för botanisk och medicinsk forskning.
Bland hans projekt märks en katalog över Rhônebäckenets kärlväxter, publicerad som Catalogue des plantes vasculaires du bassin du Rhône (1873–1883). Han intresserade sig även för botanisk nomenklatur och det botaniska samlandets historia. Bland hans publikationer på detta område märks Réforme de la nomenclature botanique (1880), Histoire des herbiers (1885) och Recherches sur les anciens herbaria (1886).
Saint-Lager var medgrundare till Société botanique de Lyon och var dess bibliotekarie till 1911.